# Adam Freitag

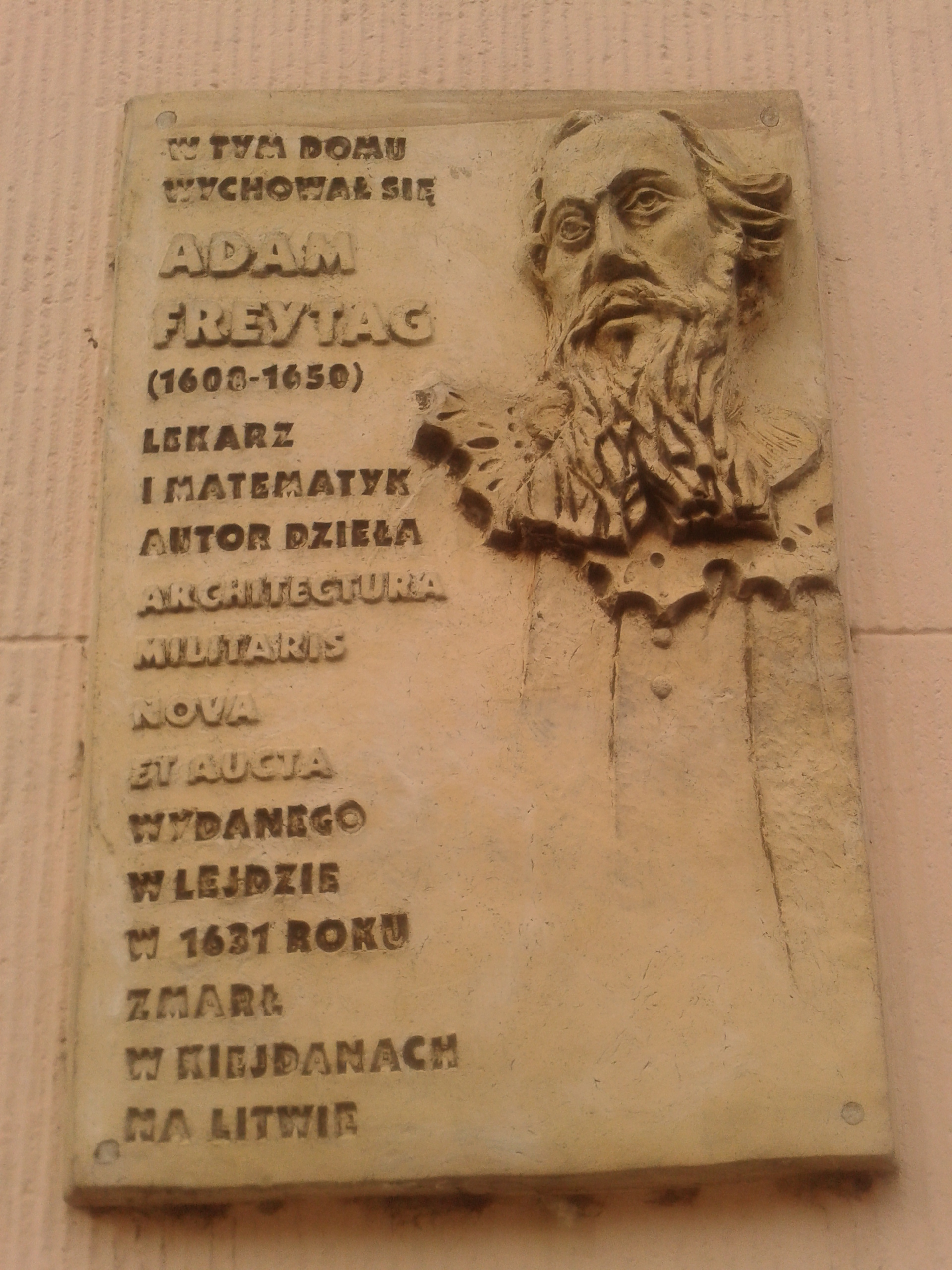
Gedenktafel am ehemaligen Wohnhaus in Toruń

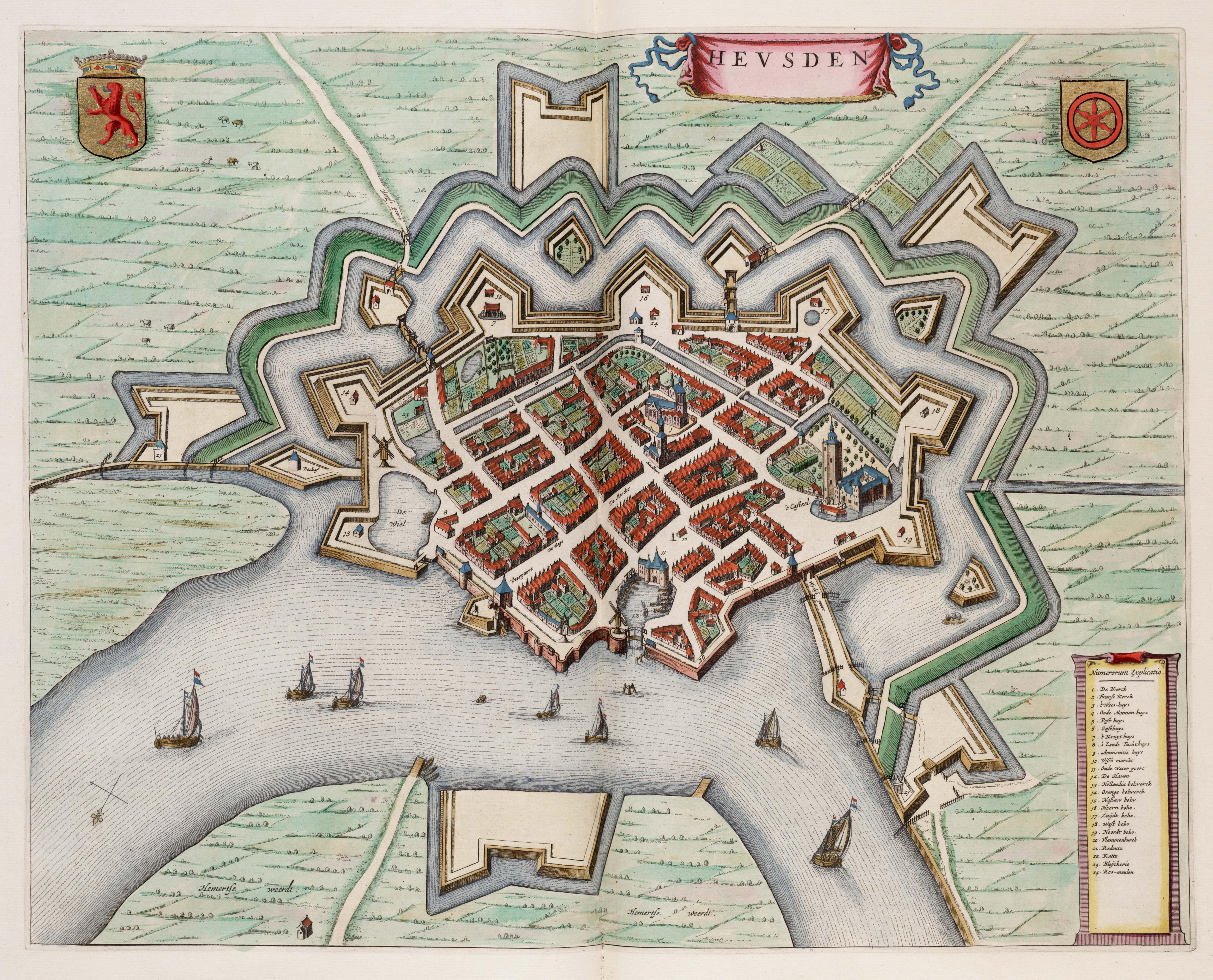
Heusden im 17. Jahrhundert

Adam Freitag (* Toruń 1608; † 1650 in Kėdainiai; auch Adammus Freitag und Adam Freytag) war ein polnischer Kriegsbaumeister (Ingenieur), Mathematiker und Arzt.

## Leben
Freitag war von Geburt ein Preuße. Sein Vater war Professor am Gymnasium in Toruń. Bereits im Alter von 10 Jahren zeigte er ein außergewöhnliches Talent für Mathematik. Als Elfjähriger schrieb er lateinische Gedichte. Mit einem Stipendium des Stadtrats von Toruń studierte er wahrscheinlich in zunächst in Leipzig, ab 1625 dann an der Universität Frankfurt (Oder). Nach seinem Studium trat er Dienst in die Armee der Republik der Vereinigten Provinzen unter Friedrich Heinrich von Oranien ein. Im Jahr 1629 nahm er an der Belagerung der Festung 's-Hertogenbosch teil. 1632 begann er ein Studium an der medizinischen Fakultät der Universität Leiden, das er am 1. April 1632 mit dem Doktortitel in Medizin abschloss.
1631 publiziert er die Architectura militaris nova et aucta. Dieses Festungshandbuch macht ihn zusammen mit Wilhelm Dilich zum Hauptvertreter des Altniederländischen Manier zur Verteidigung von flachen Regionen. Die niederländische Festungsstadt Heusden war sein großes Ideal.
1633 trat er als Militäringenieur, Festungsbauer und Arzt in den Dienst des Fürsten Janusz Radziwill, des späteren Woiwoden von Vilnius und Großherzogs von Litauen. Als solcher nahm an der Kriegsexpedition nach Smolensk teil. Nach deren Ende kehrte er 1634 für einige Jahre nach Toruń zurück. Hier war Berater für den Ausbau der Stadtbefestigung. In den 1640er Jahren zog er erneut nach Litauen zu Herzog Janusz Radziwiłł, wurde medizinischer Offizier und unterrichtete außerdem Mathematik an der Schule von Kiejdany (Litauen).
Adam starb 1650 im Alter von 42 Jahren in Kėdainiai und wurde dort begraben. Sein barockes Epitaph ist erhalten und wird in der Sammlung des Kėdainiai-Museums gehütet. Eine ebenfalls barocke Büste befindet sich in der Sammlung des Čiurlonis-Museums in Kaunas. Am 24. Juni 2004 wurde eine Gedenktafel am einstigen Wohnhaus der Familie von Adam Freytag in der Mostowa-Straße 34 in Toruń angebracht.
Just in Adams Todesjahr 1650 führte der in Diensten der Niederländischen Ostindien-Kompanie stehende schwedische Korporal Johann Schedel/Schaedel in Edo (heute Tokyo) anhand Adam Festungshandbuch den japanischen Militärexperten Hōjō Ujinaga in die Belagerung und den Angriff auf Festungen ein. Diese Instruktionen sind in mehreren japanischen Handschriften überliefert.

## Werke
- Architectura militaris nova et aucta oder newe vermehrte Fortification von Regular-Vestungen, von Irregular-Vestungen und Aussenwercken, von Praxi offensiva und devensiva, auff die neweste niederländische Praxin gerichtet und beschreben durch Adamum Freitag der Mathematum Liebhabe. Zu Leyden bey Bonaventura und Abraham Elzeviers, a(nn)o 1631. Elzeviers, Leyden 1631.
- Prognosticon astrologicum abo rozsadekgwiazd niebieskich na rok panski. 1635.